# Eli (Akkerman/Lux)
Eli is een muziekalbum van Jan Akkerman en Kaz Lux uit 1976. In 1995 en 2002 verscheen het album op cd en daarnaast verschenen versies voor andere landen waaronder Japan.
Naast beide artiesten speelden ook andere geroutineerde muzikanten mee, zoals Margriet Eshuijs, Maggie MacNeal en Patricia Paay in het achtergrondkoor, Jasper van 't Hof en Rick van der Linden op toetsinstrumenten, Warwick Reading op basgitaar, Nippy Noya op percussie en Pierre van der Linden en Richard de Bois op drums. De Bois produceerde het album samen met Akkerman.
De songteksten zijn afkomstig van Lux die ze baseerde op een verhaal dat hij had geschreven. Hij schreef ze tijdens een toer met Focus in het Verenigd Koninkrijk. Het album stond negen weken in de Nederlandse Album Top 100 met nummer 4 als hoogste notering.
Om het album in Engeland te promoten gingen de Akkerman en Lux in maart 1977 op tournee met Kayak als voorprogramma. Het Britse publiek wilde voornamelijk Focusnummers horen, terwijl Akkerman die juist niet wilde spelen; de concertreeks werd voortijdig afgeblazen. 

## Nummers
| Nummer | Naam                   | Geschreven door                              | Duur |
| ------ | ---------------------- | -------------------------------------------- | ---- |
| A1     | Eli                    | Jan Akkerman en Kaz Lux                      | 4:25 |
| A2     | Guardian angel         | Jan Akkerman en Kaz Lux                      | 4:58 |
| A3     | Tranquillizer          | Jan Akkerman                                 | 4:20 |
| A4     | Can't fake a good time | Kaz Lux                                      | 5:25 |
| B1     | There he still goes    | Jan Akkerman en Kaz Lux                      | 3:45 |
| B2     | Strindberg             | Jan Akkerman, Kaz Lux en Rick van der Linden | 3:06 |
| B3     | Wings of strings       | Jan Akkerman                                 | 3:15 |
| B4     | Naked actress          | Jan Akkerman en Kaz Lux                      | 5:45 |
| B5     | Fairytale              | Jasper van 't Hof                            | 3:45 |